# Orta oyunu
El orta oyunu es un género dramático turco cuya denominación significa, literalmente, "teatro del medio" o "teatro del círculo". 
De origen impreciso, el orta oyunu presenta concomitancias con el mimo medieval, la Commedia dell'Arte y el Karagöz. Su escenario es tan sencillo como un óvalo que se traza sobre la tierra. Sus personajes fundamentales son el Pishekar (empresario y director de escena), el Kavuklu (un payaso o personaje cómico similar a Karagöz) y diversos tipos populares: el comerciante persa, el orfebre armenio, el mendigo árabe, el vigilante nocturno kurdo, el coronel de genízaros fanfarrón, el levantino vanidoso a la europea, la belicosa mercadera (interpretada por un hombre), el borracho etcétera. Un escabel triangular y un toldo de doble alero bastan para conformar el decorado, y en caso de necesidad se puede completar con un barril, un cesto y un par de sombrillas multicolores. Los músicos, provistos de oboes y timbales, se disponen en cuclillas en la periferia del escenario, mientras que los espectadores se sitúan en pie, alrededor.
- Datos: Q1288675
- Multimedia: Orta oyunu / Q1288675